# Jaka Bijol
Jaka Bijol (Vuzenica, 5 de febrero de 1999) es un futbolista esloveno que juega en la demarcación de defensa para el Leeds United F. C. de la Premier League.

## Trayectoria
Tras formarse como futbolista con el NK Dravograd y el NK Bravo, finalmente en 2017 hizo su debut con el NK Rudar Velenje en la Primera Liga de Eslovenia. Llegó a disputar 30 partidos con el club, anotando además tres goles en liga. El 22 de junio de 2018 el PFC CSKA Moscú anunció su fichaje por cinco años. Hizo su debut con el club ruso el 27 de julio de 2018 en la final de la Supercopa de Rusia tras sustituir a Dmitry Yefremov en el minuto 81.
Tras haber iniciado su tercera temporada en el conjunto moscovita, el 18 de septiembre de 2020 fue cedido al Hannover 96 hasta junio de 2021. Tras esta cesión regresó a Moscú, donde estuvo un año más antes de ser traspasado en julio de 2022 al Udinese Calcio. En tres campañas en Italia disputó cerca de cien encuentros.
El 23 de junio de 2025 se unió al Leeds United F. C. con un contrato por cinco temporadas.

## Selección nacional

### Participaciones en Eurocopas
| Copa          | Sede     | Resultado        | Partidos | Goles |
| ------------- | -------- | ---------------- | -------- | ----- |
| Eurocopa 2024 | Alemania | Octavos de final | 4        | 0     |

## Clubes
| Club                 | País       | Año       | Partidos | Goles |
| -------------------- | ---------- | --------- | -------- | ----- |
| N. K. Rudar Velenje  | Eslovenia  | 2017-2018 | 30       | 3     |
| P. F. C. CSKA Moscú  | Rusia      | 2018-2020 | 66       | 6     |
| Hannover 96 (cedido) | Alemania   | 2020-2021 | 31       | 0     |
| P. F. C. CSKA Moscú  | Rusia      | 2021-2022 | 30       | 1     |
| Udinese Calcio       | Italia     | 2022-2025 | 95       | 5     |
| Leeds United F. C.   | Inglaterra | 2025-     |          |       |

## Palmarés

### Campeonatos nacionales
| Título             | Club                | País  | Año  |
| ------------------ | ------------------- | ----- | ---- |
| Supercopa de Rusia | P. F. C. CSKA Moscú | Rusia | 2018 |